# Catahoula megye
Catahoula megye az Amerikai Egyesült Államokban, azon belül Louisiana államban található. Megyeszékhelye Harrisonburg, legnagyobb városa Jonesville. Lakosainak száma 8906 fő (2020. április 1.). Catahoula megye Franklin, Avoyelles, Tensas, Concordia, Caldwell és La Salle megyékkel határos.

## Népesség
A megye népességének változása:
| Lakosok száma | 10 381 | 10 321 | 10 249 | 10 238 | 10 147 | 8906 |
|               | 2010   | 2011   | 2012   | 2013   | 2015   | 2020 |